# Петровка (Еврейская автономная область)
Петро́вка — село в Биробиджанском районе Еврейской автономной области, входит в Найфельдское сельское поселение.

## География
| 1869 | 1917 | 1924 | 1992 | 2002 | 2010 |
| ---- | ---- | ---- | ---- | ---- | ---- |
| 178  | ↘101 | ↗107 | ↗258 | ↘164 | ↘106 |

Село Петровка стоит на левом берегу реки Бира.
Дорога к селу Петровка идёт на юго-восток от Биробиджана через сёла Птичник, Валдгейм и Найфельд.
Расстояние до села Найфельд около 14 км, расстояние до Биробиджана около 44 км.
На юг от села Петровка вниз по левому берегу Биры идёт дорога к селу Русская Поляна.

## Инфраструктура
- Сельскохозяйственные предприятия Биробиджанского района.